# Specie di Polystachya
Elenco delle specie di Polystachya.

## A

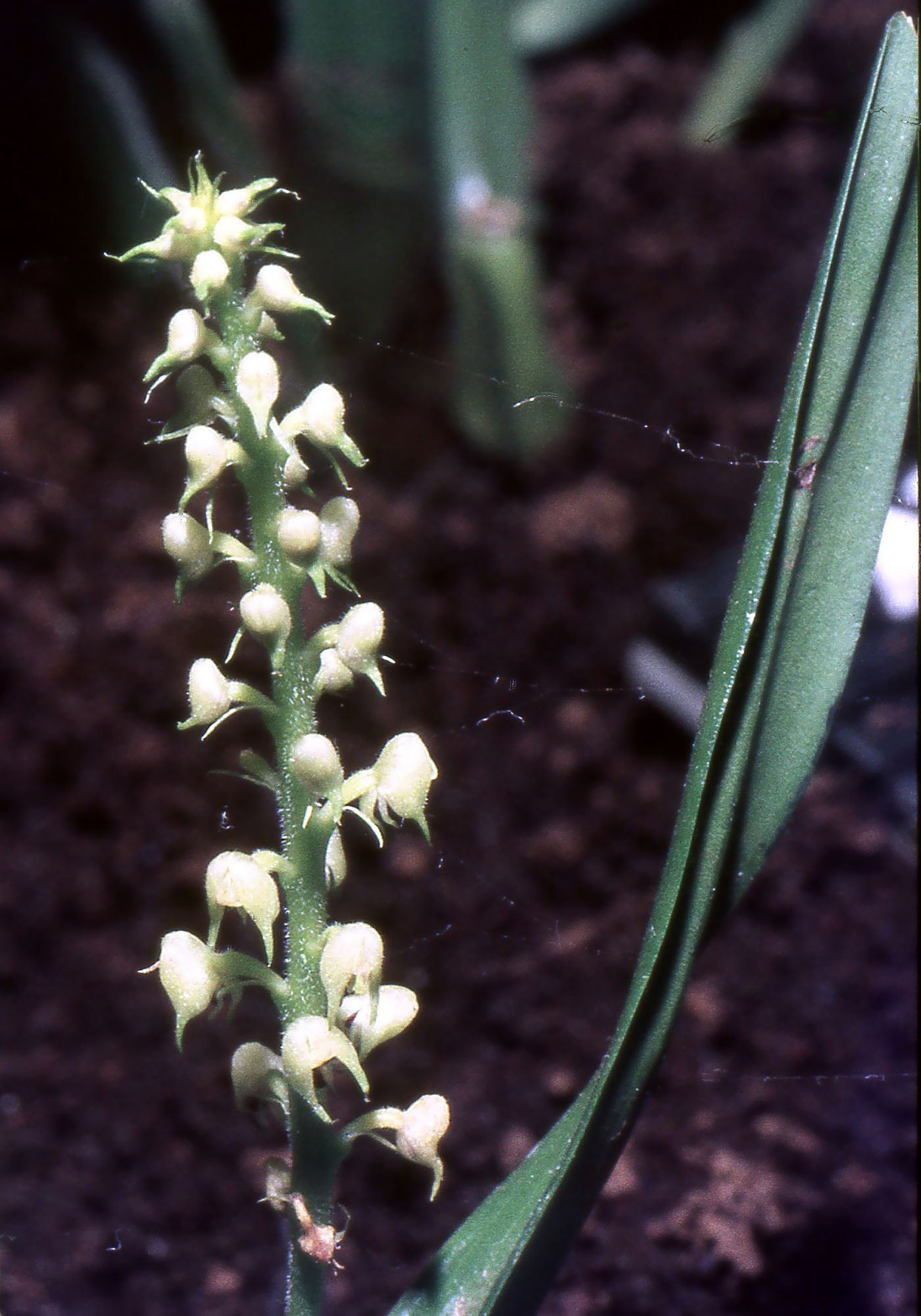
Polystachya adansoniae

- Polystachya aconitiflora Summerh., 1942
- Polystachya acridolens Summerh., 1947
- Polystachya acuminata Summerh., 1947
- Polystachya adansoniae Rchb.f., 1865
- Polystachya aethiopica P.J.Cribb, 1978
- Polystachya affinis Lindl., 1830
- Polystachya albescens Ridl., 1887
- Polystachya alicjae Mytnik
- Polystachya alpina Lindl., 1862
- Polystachya anastacialynae Eb.Fisch., Killmann, J.-P.Lebel & Delep.
- Polystachya anceps Ridl., 1885
- Polystachya angularis Rchb.f., 1867
- Polystachya anthoceros la Croix & P.J.Cribb, 1996
- Polystachya armeniaca la Croix & P.J.Cribb, 1996
- Polystachya asper P.J.Cribb & Podz., 1979
- Polystachya aurantiaca Schltr., 1913

## B

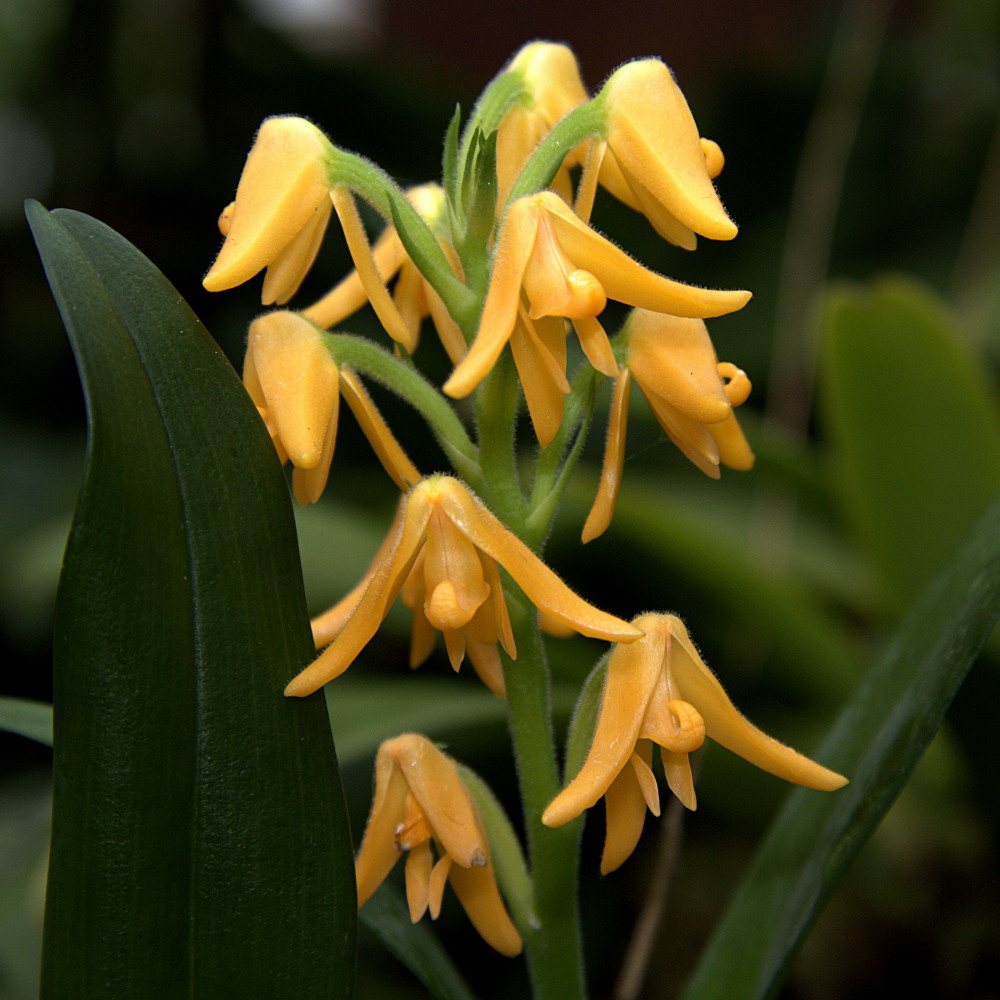
Polystachya bella

- Polystachya bamendae Szlach., Baranow & Mytnik
- Polystachya bancoensis Burg, 1980
- Polystachya batkoi Szlach. & Olszewski, 2001
- Polystachya bella Summerh., 1960
- Polystachya bennettiana Rchb.f.,1881
- Polystachya bequaertii Summerh., 1947
- Polystachya bicalcarata Kraenzl., 1905
- Polystachya bicarinata Rendle, 1908
- Polystachya bifida Lindl., 1862
- Polystachya bipoda Stévart, 2004
- Polystachya biteaui P.J.Cribb, la Croix & Stévart, 1999
- Polystachya boliviensis Schltr., 1913
- Polystachya brassii Summerh., 1954
- Polystachya bruechertiae Eb.Fisch., Killmann & J.-P.Lebel
- Polystachya brugeana Geerinck, 1979

## C
- Polystachya caduca Rchb.f., 1881

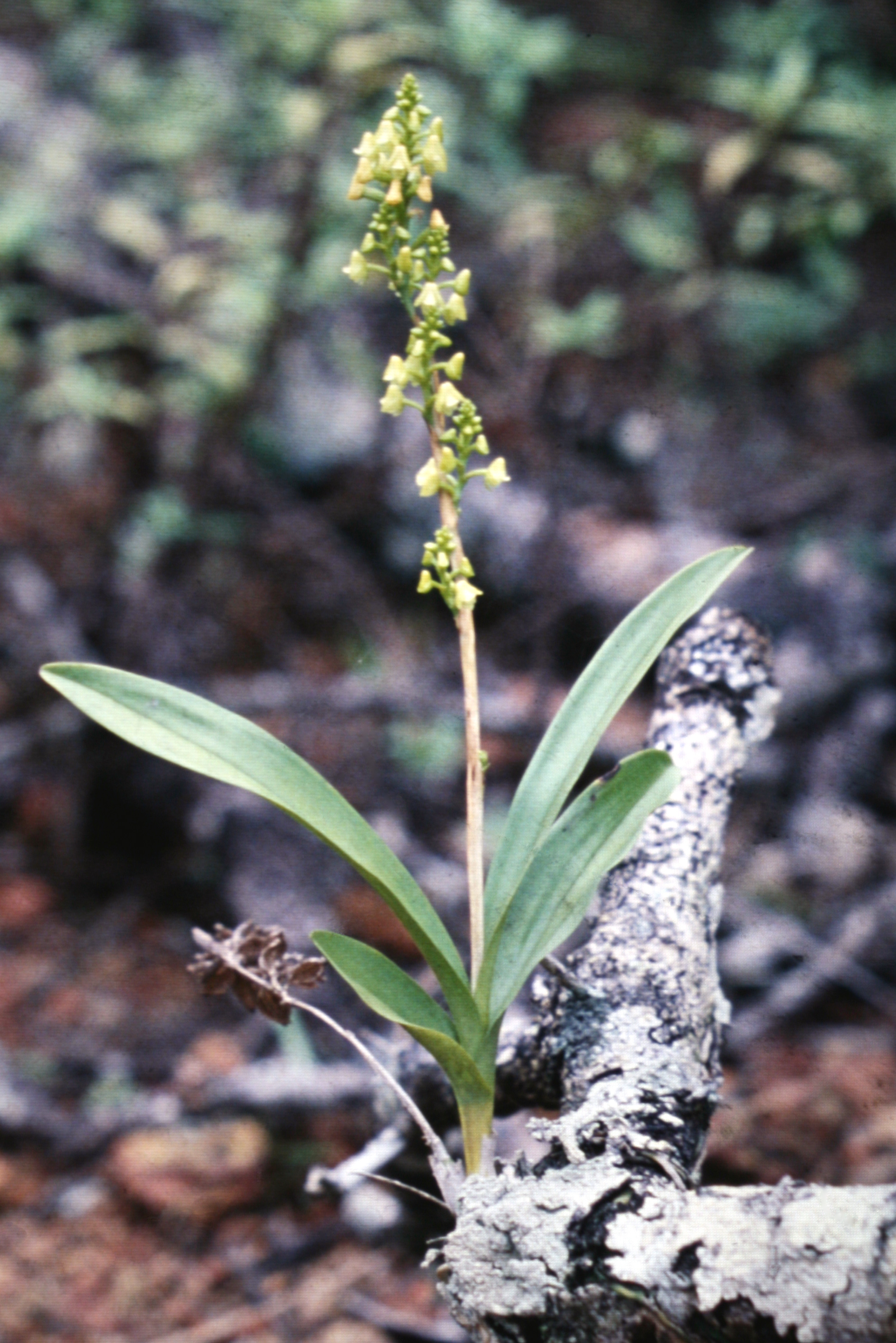
Polystachya concreta

- Polystachya caespitifica Kraenzl., 1895
- Polystachya caespitosa Barb. Rodr., 1882
- Polystachya calluniflora Kraenzl., 1900
- Polystachya caloglossa Rchb.f., 1881
- Polystachya camaridioides Summerh., 1957
- Polystachya campyloglossa Rolfe, 1909
- Polystachya canaliculata Summerh., 1945
- Polystachya candida Kraenzl., 1926
- Polystachya carnosa P.J.Cribb & Podz., 1979
- Polystachya caudata Summerh., 1948
- Polystachya cerea Lindl.
- Polystachya cingulata Rchb.f. ex Kraenzl.
- Polystachya clareae Hermans, 2003
- Polystachya clavata Lindl.
- Polystachya concreta (Jacq.) Garay & H.R.Sweet, 1974
- Polystachya confusa Rolfe in D.Oliver, 1897
- Polystachya cooperi Summerh., 1964
- Polystachya coriscensis Rchb.f., 1881
- Polystachya cornigera Schltr., 1925
- Polystachya crassifolia Schltr., 1905
- Polystachya cribbiana Geerinck, 1980
- Polystachya cultriformis (Thouars) Lindl. ex Spreng., 1826

## D
- Polystachya dalzielii Summerh., 1927
- Polystachya danieliana G.W.Hu, W.C.Huang & Q.F.Wang
- Polystachya dendrobiiflora Rchb.f., 1881
- Polystachya dewanckeliana Geerinck, 1979
- Polystachya disiformis P.J.Cribb, 1978
- Polystachya disticha Rolfe, 1891
- Polystachya doggettii Rendle & Rolfe, 1908
- Polystachya dolichophylla Schltr., 1905

## E

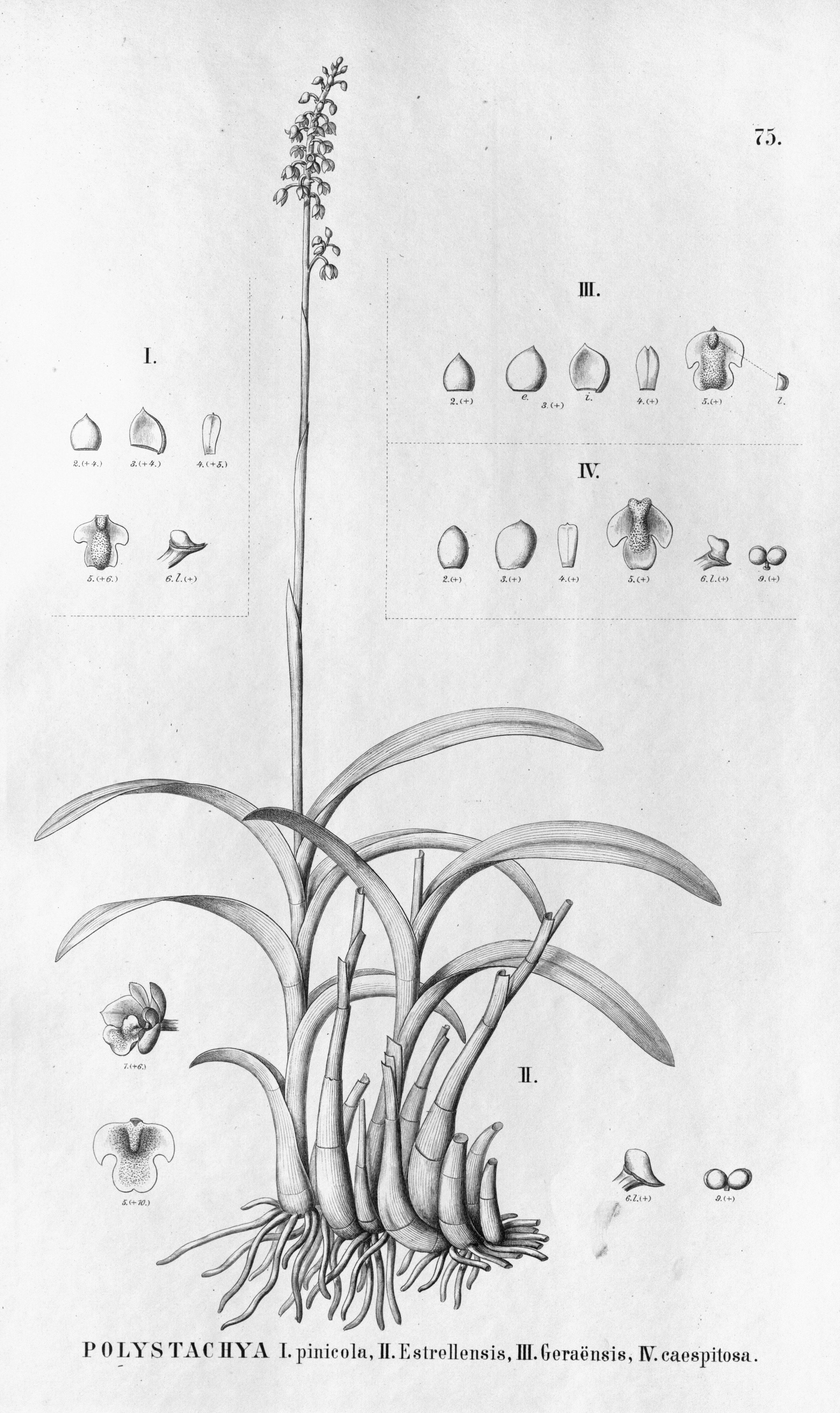
Polystachya estrellensis

- Polystachya editae Eb.Fisch., Killmann, J.-P.Lebel, Delep. & Nzigid.
- Polystachya elastica Lindl., 1862
- Polystachya elegans Rchb.f., 1881
- Polystachya engongensis Stévart & Droissart, 2007
- Polystachya epiphytica De Wild., 1903
- Polystachya erica-lanzae Eb.Fisch., Killmann, J.-P.Lebel & Delep.
- Polystachya erythrocephala Summerh., 1931
- Polystachya eurychila Summerh., 1939
- Polystachya eurygnatha Summerh., 1949
- Polystachya expansa Ridl., 1887

## F
- Polystachya fabriana Geerinck, 1986
- Polystachya fallax Kraenzl., 1926
- Polystachya fischeri Rchb.f. ex Kraenzl., 1926
- Polystachya foliosa (Hook.) Rchb.f. in W.G.Walpers, 1863
- Polystachya fractiflexa Summerh., 1956
- Polystachya fulvilabia Schltr., 1918
- Polystachya fusiformis (Thouars) Lindl., 1925

## G

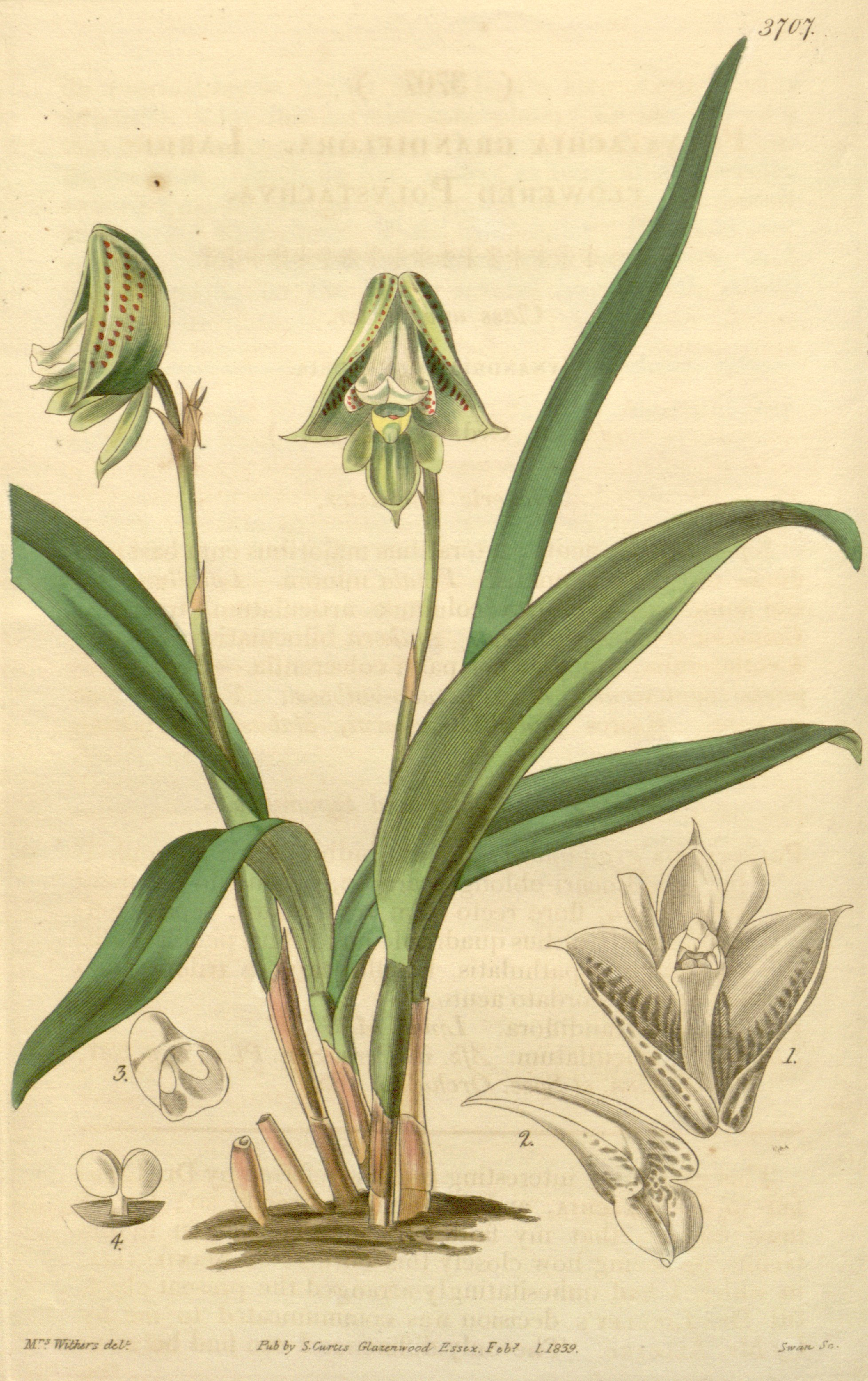
Polystachya galeata

- Polystachya galeata (Sw.) Rchb.f., 1863
- Polystachya geniculata Summerh., 1956
- Polystachya geraensis Barb. Rodr., 1882
- Polystachya goetzeana Kraenzl., 1901
- Polystachya golungensis Rchb.f., 1865
- Polystachya gracilenta Kraenzl., 1894
- Polystachya greatrexii Summerh., 1966

## H
- Polystachya haroldiana Rolfe, 1905
- Polystachya hastata Summerh., 1953
- Polystachya heckeliana Schltr., 1913
- Polystachya heckmanniana Kraenzl., 1900
- Polystachya henrici Schltr., 1924
- Polystachya hoehneana Kraenzl., 1926
- Polystachya holmesiana P.J.Cribb, 1977
- Polystachya hologlossa (P.J.Cribb & la Croix) Szlach. & Olszewski
- Polystachya holstii Kraenzl., 1896
- Polystachya humbertii H.Perrier, 1936

## I
- Polystachya isabelae Mytnik
- Polystachya isochiloides Summerh., 1939

## J
- Polystachya johnstonii Rolfe in D.Oliver, 1897
- Polystachya jubaultii Pailler

## K
- Polystachya kaluluensis P.J.Cribb & La Croix, 1991
- Polystachya kermesina Kraenzl., 1909
- Polystachya kingii Summerh., 1964
- Polystachya kornasiana Szlach. & Olszewski, 2001
- Polystachya kubalae Szlach. & Olszewski, 2001
- Polystachya kupensis P.J.Cribb & B.J.Pollard, 2002

## L

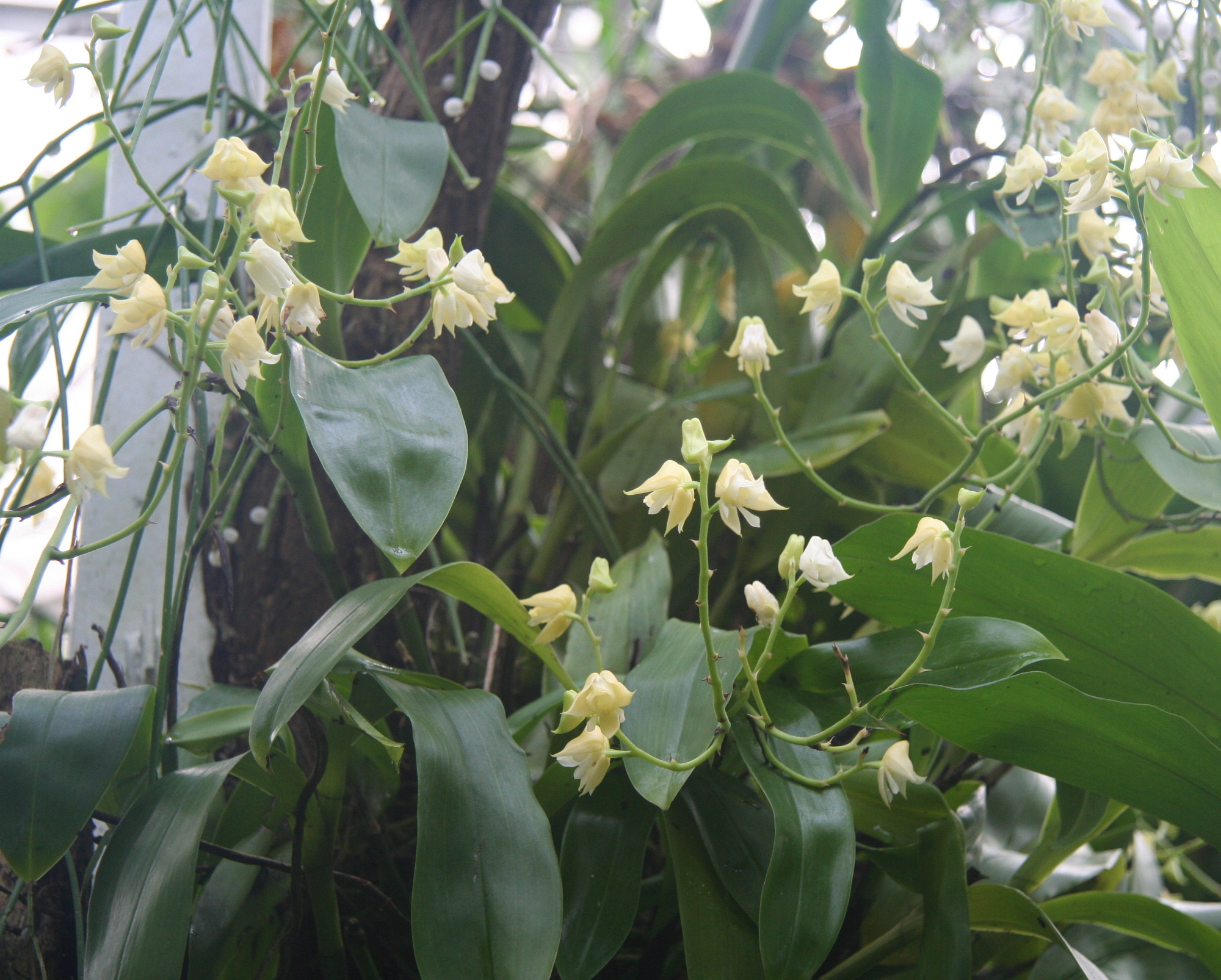
Polystachya laxiflora

- Polystachya lacroixiana Geerinck, 1994
- Polystachya laurentii De Wild., 1903
- Polystachya lawalreeana Geerinck, 1979
- Polystachya lawrenceana Kraenzl., 1893
- Polystachya laxa R.Schust., 1967
- Polystachya laxiflora Lindl., 1826
- Polystachya lejolyana Stévart, 2004
- Polystachya leonardiana Geerinck, 1979
- Polystachya leonensis Rchb.f., 1881
- Polystachya letouzeyana Szlach. & Olszewski, 2001
- Polystachya leucosepala P.J.Cribb, 1978
- Polystachya ligulifolia Summerh.
- Polystachya lindblomii Schltr., 1922
- Polystachya lineata Rchb.f. in W.W.Saunders, 1872
- Polystachya longiscapa Summerh., 1934
- Polystachya lukwangulensis P.J.Cribb, 1978

## M

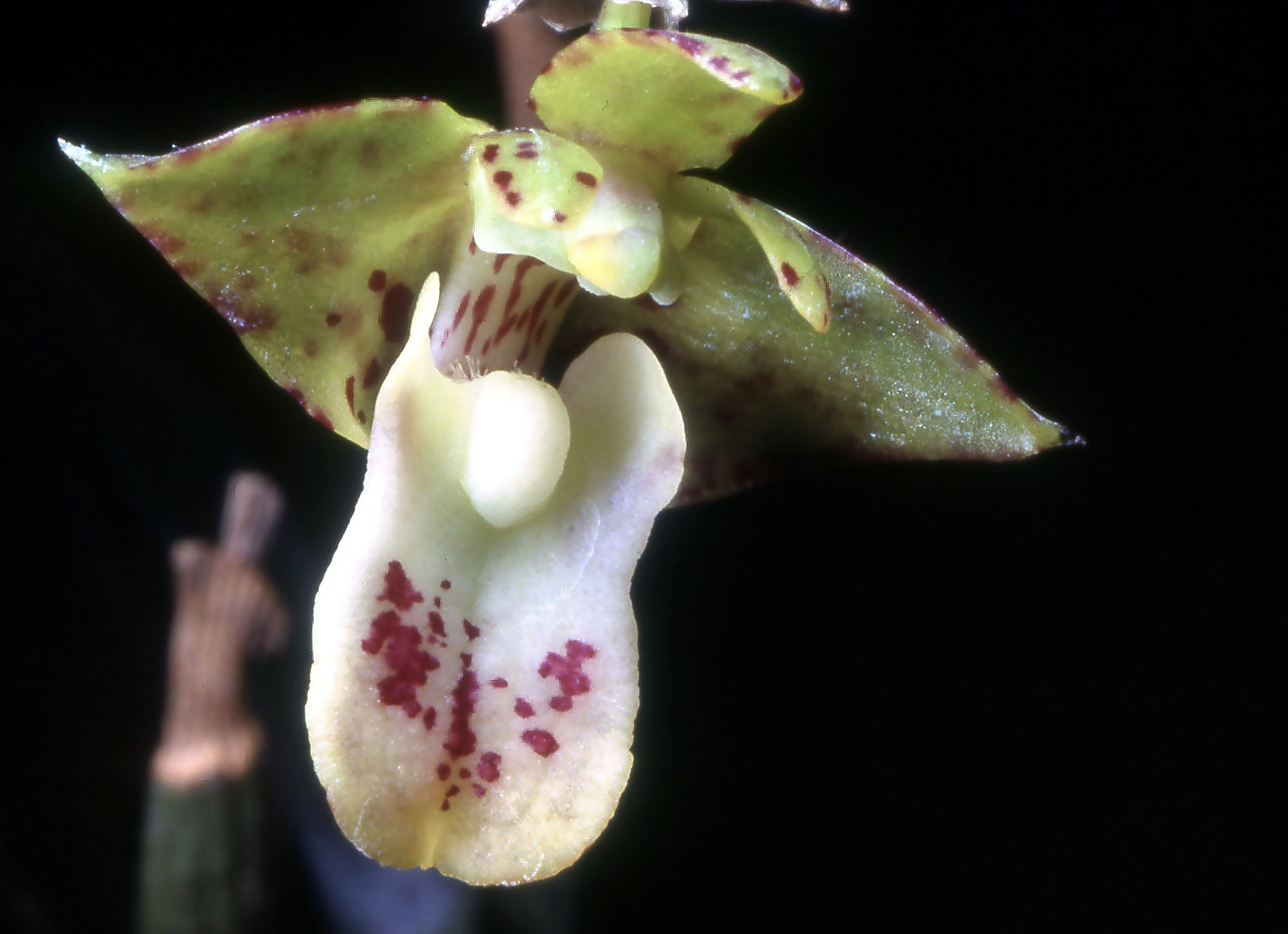
Polystachya maculata

- Polystachya macropoda Summerh., 1953
- Polystachya maculata P.J.Cribb, 1984
- Polystachya mafingensis P.J.Cribb in I.F.la Croix & al., 1983
- Polystachya magnibracteata P.J.Cribb, 1978
- Polystachya malilaensis Schltr., B1915
- Polystachya masayensis Rchb.f., 1855
- Polystachya mazumbaiensis P.J.Cribb & Podz., 1978
- Polystachya melanantha Schltr., 1899
- Polystachya melliodora P.J.Cribb, 1983
- Polystachya meyeri P.J.Cribb & Podz., 1978
- Polystachya microbambusa Kraenzl., 1926
- Polystachya mildbraedii Kraenzl., 1909
- Polystachya minima Rendle, 1895
- Polystachya modesta Rchb.f., 1867
- Polystachya moniquetiana Stévart & Geerinck
- Polystachya monolenis Summerh., 1935
- Polystachya monophylla Schltr., 1916
- Polystachya moreauae P.J.Cribb & Podz., 1978
- Polystachya mukandaensis De Wild., 1903
- Polystachya mystacioides De Wild.
- Polystachya mzuzuensis P.J.Cribb & la Croix, 1991

## N

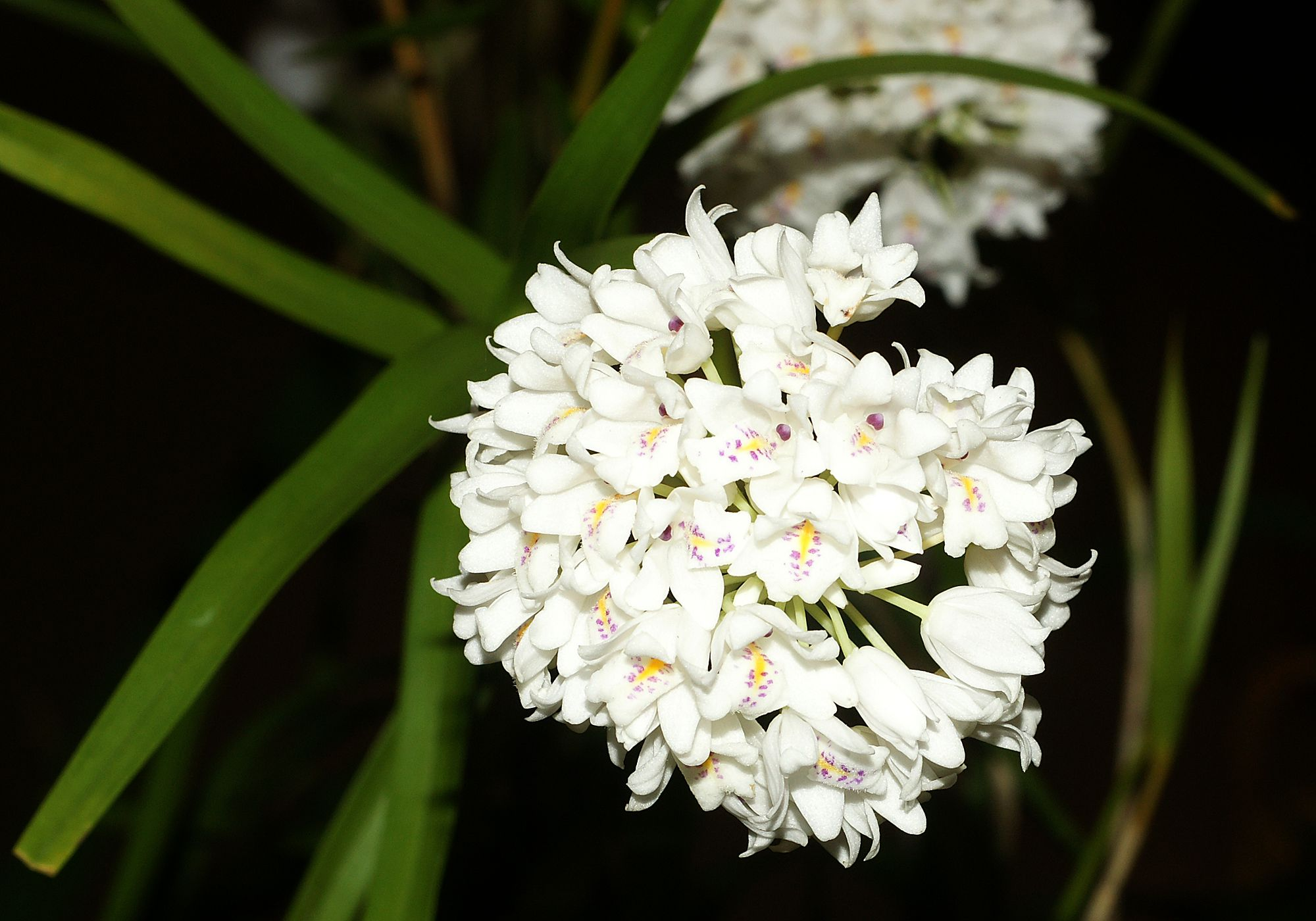
Polystachya neobenthamia

- Polystachya × nebulicola G.McDonald & McMurtry
- Polystachya neobenthamia Schltr., 1903
- Polystachya ngomensis G.McDonald & McMurtry
- Polystachya nyanzensis Rendle, 1905

## O
- Polystachya obanensis Rendle, 1913
- Polystachya oblanceolata Summerh., 1956
- Polystachya odorata Lindl. (1852)
- Polystachya oreocharis Schltr., 1924
- Polystachya orophila Stévart & E.Bidault
- Polystachya ottoniana Rchb.f., 1855

## P

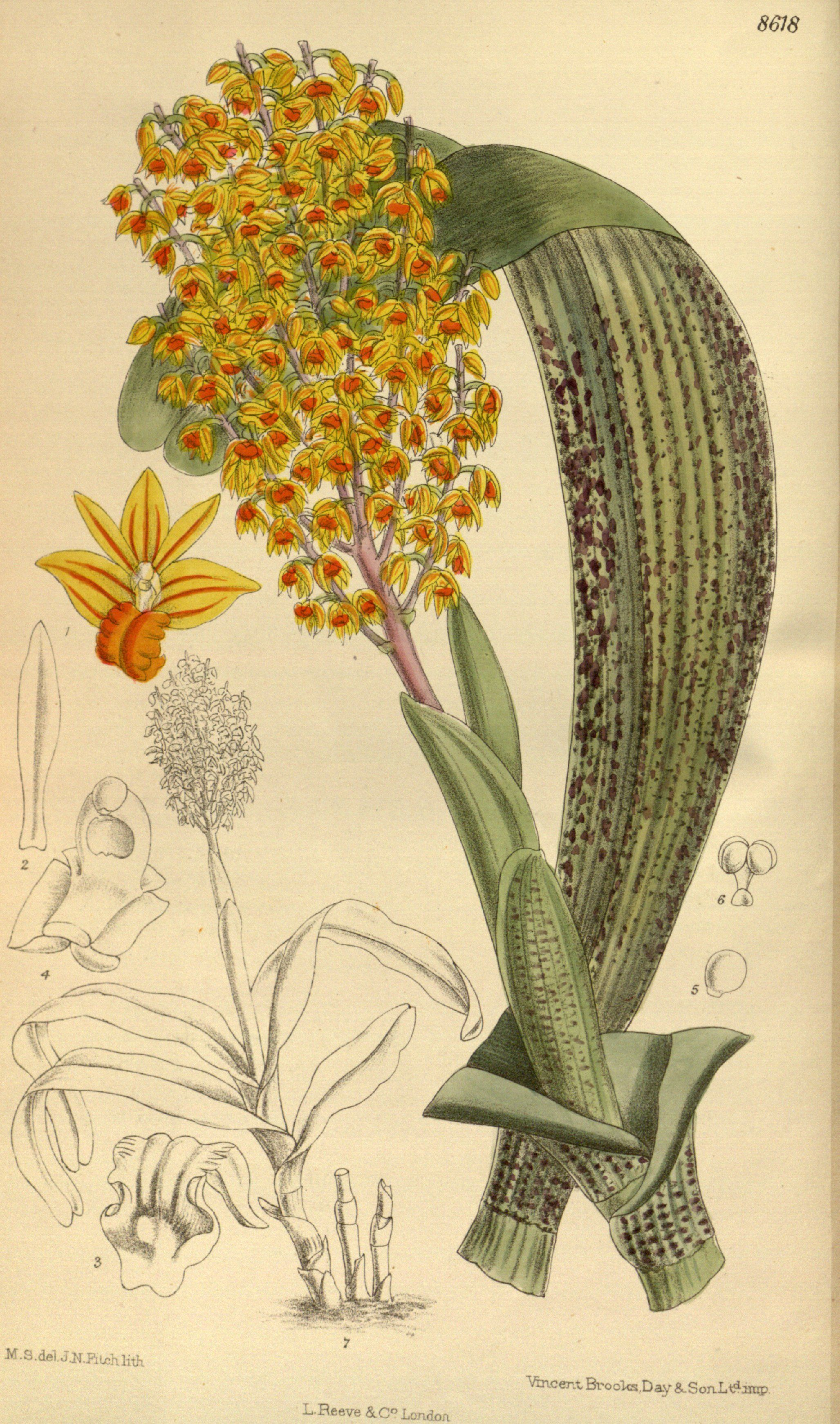
Polystachya paniculata

- Polystachya pachychila Summerh., 1953
- Polystachya pamelae Eb. Fisch., 2008
- Polystachya paniculata (Sw.) Rolfe, 1897
- Polystachya parva Summerh., 1942
- Polystachya parviflora Summerh., 1937
- Polystachya paulensis Rchb.f.
- Polystachya pergibbosa H.Perrier, 1951
- Polystachya perrieri Schltr., 1916
- Polystachya piersii P.J.Cribb, 1983
- Polystachya pinicola Barb. Rodr., 1882
- Polystachya pobeguinii (Finet) Rolfe, 1918
- Polystachya pocsii P.J.Cribb, 1992
- Polystachya poikilantha Kraenzl., 1909
- Polystachya polychaete Kraenzl., 1893
- Polystachya porphyrochila J.Stewart, 1973
- Polystachya praecipitis Summerh., 1942
- Polystachya principia Stévart & P.J.Cribb, 2004
- Polystachya proterantha P.J.Cribb, 1978
- Polystachya pseudodisa Kraenzl., 1926
- Polystachya puberula Lindl., 1825
- Polystachya pubescens (Lindl.) Rchb.f., 1863
- Polystachya pudorina P.J.Cribb, 1978
- Polystachya purpureobracteata P.J.Cribb & la Croix, 1991
- Polystachya pyramidalis Lindl., 1862

## R
- Polystachya ramulosa Lindl., 1838
- Polystachya reflexa Lindl., 1841
- Polystachya reticulata Stévart & Droissart, 2007
- Polystachya retusiloba Summerh., 1931
- Polystachya rhodochila Schltr., 1916
- Polystachya rhodoptera Rchb.f., 1858
- Polystachya riomuniensis Stévart & Nguema, 2004
- Polystachya rivae Schweinf., 1894
- Polystachya rolfeana Kraenzl., 1900
- Polystachya rosea Ridl., 1885
- Polystachya rosellata Ridl., 1883
- Polystachya rugosilabia Summerh., 1947
- Polystachya rupicola Brade, 1951
- Polystachya ruwenzoriensis Rendle, 1895
- Polystachya rydingii Baranow & Mytnik

## S

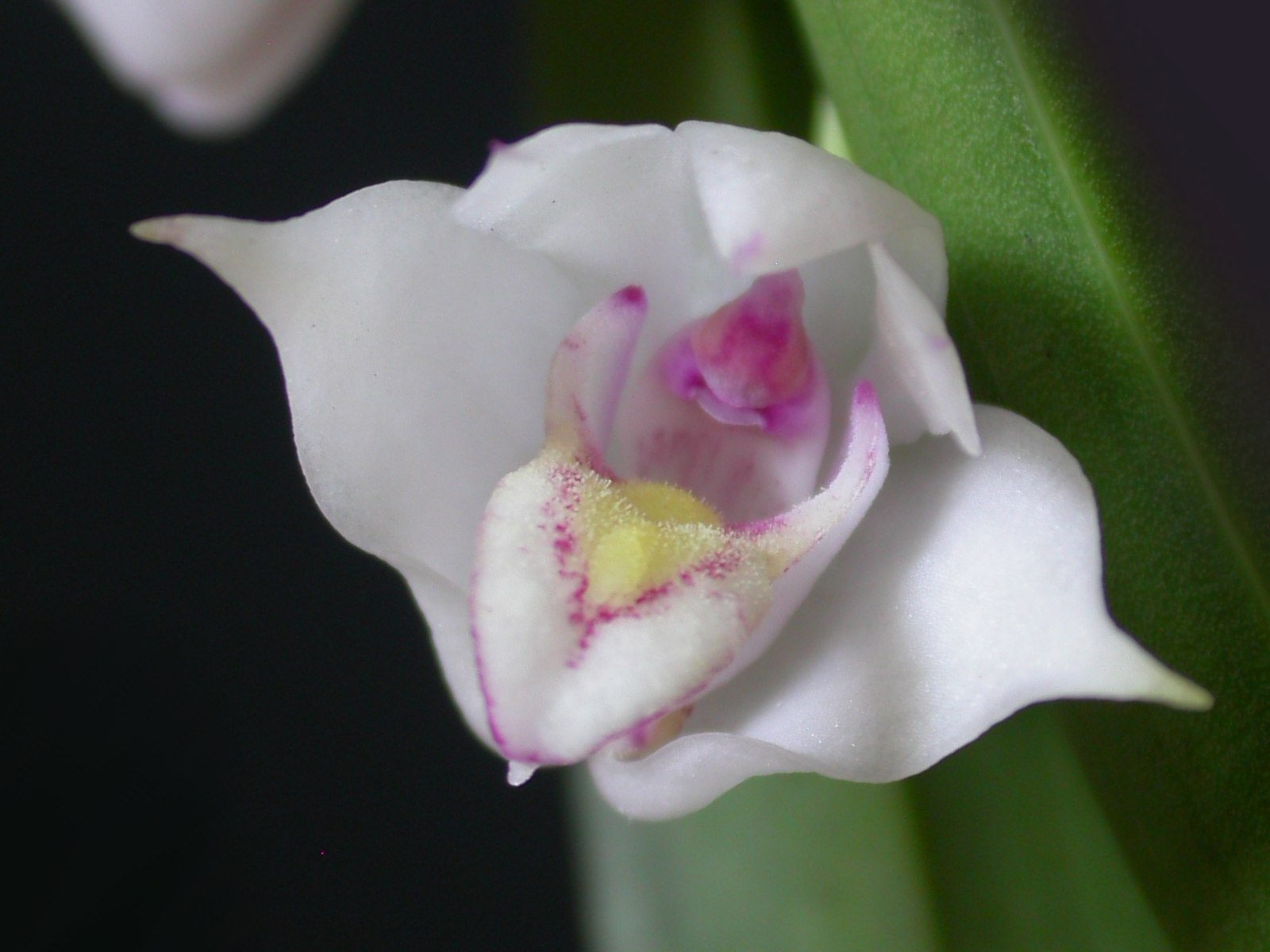
Polystachya subdiphylla

- Polystachya saccata (Finet) Rolfe, 1918
- Polystachya samilae Eb.Fisch., Killmann, J.-P.Lebel & Delep.
- Polystachya sandersonii Harv., 1863
- Polystachya seidenfadeniana Mytnik & Baranow
- Polystachya serpentina P.J.Cribb, 1978
- Polystachya seticaulis Rendle, 1913
- Polystachya setifera Lindl., 1862
- Polystachya shega Kraenzl. in 155, 1895
- Polystachya simplex Rendle, 1895
- Polystachya songaniensis G.Will., 1982
- Polystachya sosefii Baranow & Mytnik
- Polystachya spatella Kraenzl., 1894
- Polystachya stauroglossa Kraenzl., 1895
- Polystachya stenophylla Schltr., 1925
- Polystachya steudneri Rchb.f., 1881
- Polystachya stewartiana Geerinck, 1986
- Polystachya stodolnyi Szlach. & Olszewski, 2001
- Polystachya stuhlmannii Kraenzl., 1895
- Polystachya suaveolens P.J.Cribb, 1978
- Polystachya subdiphylla Summerh., 1942
- Polystachya subulata Finet, 1911
- Polystachya subumbellata P.J.Cribb & Podz., 1978
- Polystachya superposita Rchb.f., 1881
- Polystachya supfiana Schltr.

## T

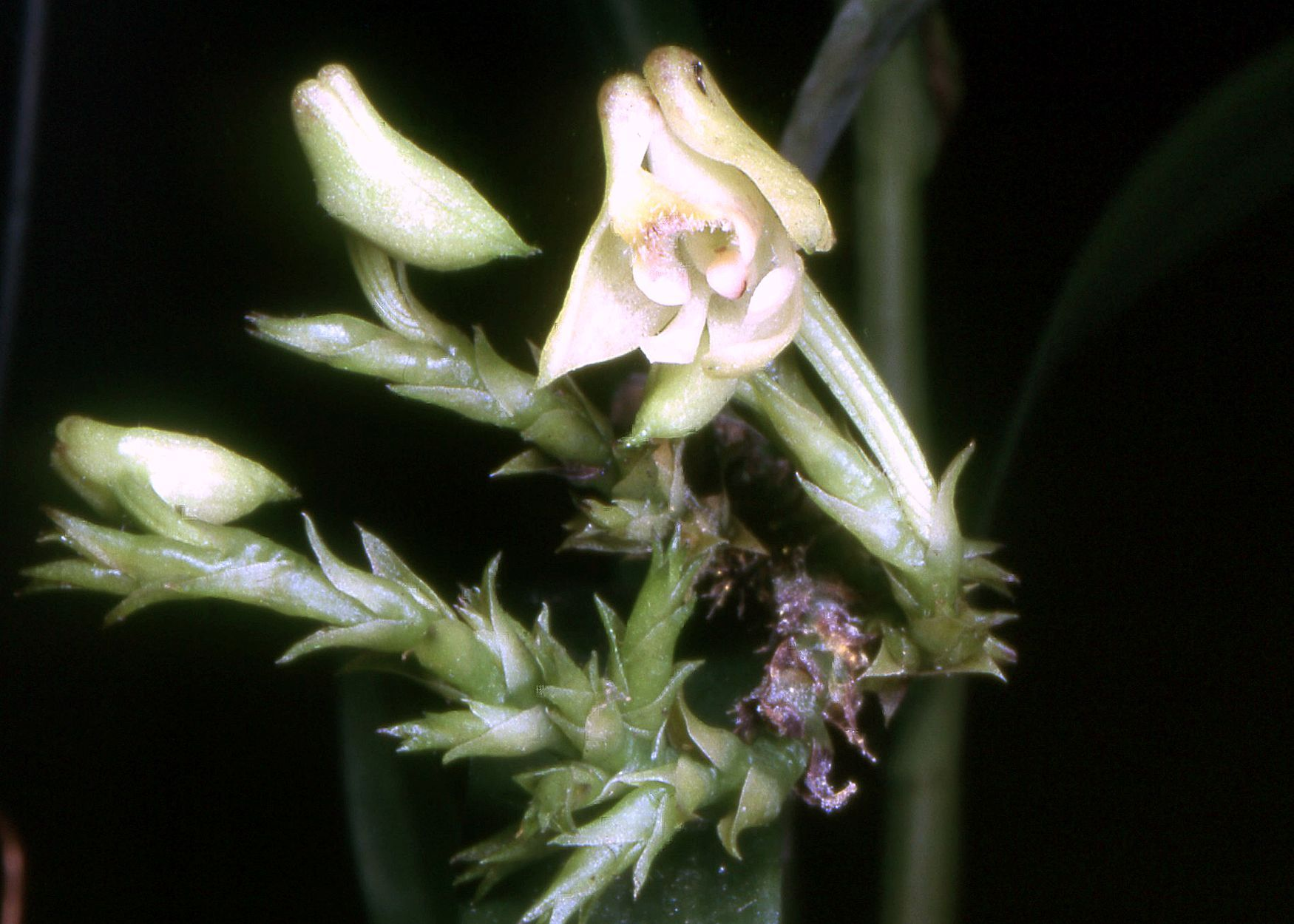
Polystachya transvaalensis

- Polystachya teitensis P.J.Cribb, 1978
- Polystachya tenella Summerh., 1942
- Polystachya tenuissima Kraenzl., 1894
- Polystachya testuana Summerh., 1960
- Polystachya thomensis Summerh., 1959
- Polystachya transvaalensis Schltr., 1895
- Polystachya tridentata Summerh., 1953
- Polystachya troupiniana Geerinck, 1979
- Polystachya tsaratananae H.Perrier, 1936
- Polystachya tsinjoarivensis H.Perrier, 1936

## U
- Polystachya uluguruensis P.J.Cribb & Podz., 1978
- Polystachya undulata P.J.Cribb & Podz., 1978

## V
- Polystachya vaginata Summerh., 1947
- Polystachya valentina la Croix & P.J.Cribb, 1996
- Polystachya victoriae Kraenzl., 1900
- Polystachya villosa Rolfe, 1894
- Polystachya virescens Ridl., 1885
- Polystachya virginea Summerh., 1942
- Polystachya vulcanica Kraenzl., 1923

## W
- Polystachya walravensiana Geerinck & Arbonn., 1996
- Polystachya waterlotii Guillaumin, 1928
- Polystachya wightii Rchb.f.
- Polystachya winigeri Eb. Fisch. & Killmann, 2007
- Polystachya woosnamii Rendle, 1908

## X
- Polystachya xerophila Kraenzl., 1904

## Z
- Polystachya zambesiaca Rolfe, 1895
- Polystachya zuluensis L.Bolus, 1939